# Roy O. Disney
Roy Oliver Disney (Chicago, Illinois; 24 de junio de 1893 - Burbank, California; 20 de diciembre de 1971) fue un empresario estadounidense, socio y cofundador, junto con su hermano menor, Walt Disney, de The Walt Disney Company, una de las empresas más grandes y exitosas de la historia.

## Biografía
El hermano mayor de Walt Disney fue el tercero de los cinco hijos de Elias Disney y Flora Call Disney. Se casó en abril de 1925 con Edna Francis, con la que tuvo a su único hijo: Roy E. Disney (10 de enero de 1930-16 de diciembre de 2009).
Fundó, junto a su hermano Walt Disney en 1923, una de las empresas más conocidas del mundo: The Walt Disney Company, de la que fue además jefe ejecutivo (1929-1971) y Presidente de la compañía (1945-1971).
A lo largo de su vida, Roy Disney rechazó la publicidad y la fama que le vino por ser el hermano de Walt Disney. Él era extremadamente tímido y una persona pasiva.

### Fallecimiento
Después de que Walt Disney World Resort abriera sus puertas en octubre de 1971, Roy finalmente se retiró. A principios de diciembre de ese año, se quejó de un "punto" sobre uno de sus ojos y estaba programado para visitar a su oculista para una nueva prescripción de gafas. Fue descubierto por los miembros de la familia en un estado de aturdimiento;  se derrumbó, al lado de su cama, y murió de un ataque. Fue enterrado en Forest Lawn Memorial Park (Hollywood Hills).